# Máté Péter (labdarúgó, 1984)
Máté Péter (Püspökladány, 1984. december 2. –) magyar labdarúgó, egykori válogatott kerettag.

## Pályafutása
Máté Péter Debrecenben nevelkedett, mindössze 18 éves volt, amikor bemutatkozott az első osztályban. 2006 nyarán 400 ezer fontért (ami akkor kb. 160 millió forintnak felelt meg) az angol élvonalban szereplő Reading FC-hez szerződött egy évre kölcsönbe, amit az angolok később fél évvel meghosszabbítottak. A védő a kölcsönadás lejárta után visszatért Debrecenbe, több fontos meccsen is stabil tagja volt a védelemnek, sőt, válogatott kerettag is volt. 
Magyar csapatoknál is szerepelt kölcsönben (Diósgyőrben és Szolnokon),  az NB I-ben összesen 165 alkalommal lépett pályára, a DVSC színeiben 139 bajnokit játszott. Összesen 13 gólt szerzett, ebből 10-et a Loki labdarúgójaként, a DVSC-vel öt bajnokságot, öt Magyar Kupát és négy Szuperkupát nyert. 2016 nyarán igazolt a Nyíregyházára. 2018 februárjában a harmadosztályú Debreceni EAC-hoz szerződött.

## Sikerei, díjai
DVSC
- Magyar bajnokság
  - bajnok: 2005–06, 2008–2009, 2009–2010, 2011–2012, 2013–2014
- Magyar kupa
  - győztes: 2000–2001, 2007–2008, 2009–2010, 2011–2012, 2012–2013
- Ligakupa-győztes: 2010
- Magyar Szuperkupa
  - győztes: 2005, 2006, 2007, 2009, 2010

## Külső hivatkozások
- Hlsz.hu profil